# Raión de Sarny
Raión de Sarny (en ucraniano: Сарненський район) es un raión o distrito de Ucrania en la óblast de Rivne. La capital es la ciudad de Sarny.
Su territorio fue definido en 2020 mediante la fusión de los raiones de Sarny, Dubrovytsia y Rokytne.

## Demografía
En 2020, tras la definición de los límites actuales, el raión tenía una población de 212 705 habitantes en una extensión de 6219 km².

## Subdivisiones
Tras la reforma territorial de 2020, el raión incluye 11 municipios: las ciudades de Sarny (la capital) y Dubrovytsia, los asentamientos de tipo urbano de Rokytne, Klésiv y Stepan y los municipios rurales de Vysotsk, Mýliach, Berézove, Staré Seló, Vyrý y Nemóvychi.

## Otros datos
El código KOATUU fue 5625400000. El código postal 34500 y el prefijo telefónico +380 3655.